# Conus clarki
Conus clarki é uma espécie de gastrópode do gênero Conus, pertencente à família Conidae.